# 興濱北線
興濱北線（日语：／ Kōhinhoku sen */?）曾經是一條連結北海道枝幸郡濱頓別町的濱頓別站，沿鄂霍次克海沿岸南下至枝幸郡枝幸町的北見枝幸站，屬於日本國有鐵道（國鐵）的鐵路線（地方交通線）。
受1980年施行國鐵再建法影響，獲指定為第1次特定地方交通線，1985年7月1日全線廢除。

## 路線資料
- 管轄：日本國有鐵道
- 路段（營業距離）：濱頓別－北見枝幸（30.4公里）
- 站數：9個（包括起點站。車站6個，臨時乘降場3個）
- 複線路段：沒有（全線單線）
- 電氣化方式：沒有（全線非電氣化（日语：非電化））
- 閉塞方式：票券閉塞式（全線1閉塞）

※過去曾經在目梨泊進行閉塞。

## 車站列表
接續路線的公司名、車站所在地以廢除時為準。所有車站都位於北海道。
| 中文站名       | 日文站名 | 英文站名 | 站間距離 | 營業距離 | 接續路線             | 所在地         |
| -------------- | -------- | -------- | -------- | -------- | -------------------- | -------------- |
| 濱頓別         |          |          | -        | 0.0      | 日本國有鐵道：天北線 | 枝幸郡濱頓別町 |
| 頓別臨時乘降場 |          | /        | -        | (2.7)    |                      | 枝幸郡濱頓別町 |
| 豐牛           |          |          | 7.0      | 7.0      |                      | 枝幸郡濱頓別町 |
| 豐濱臨時乘降場 |          | /        | -        | (10.3)   |                      | 枝幸郡濱頓別町 |
| 斜内           |          |          | 5.4      | 12.4     |                      | 枝幸郡濱頓別町 |
| 目梨泊         |          |          | 5.3      | 17.7     |                      | 枝幸郡枝幸町   |
| 山臼臨時乘降場 |          | /        | -        | (19.8)   |                      | 枝幸郡枝幸町   |
| 問牧           |          |          | 5.4      | 23.1     |                      | 枝幸郡枝幸町   |
| 北見枝幸       |          |          | 7.3      | 30.4     |                      | 枝幸郡枝幸町   |

※臨時乘降場沒有設定營業距離。括弧內記載的是實際距離。

## 歷史
本線是日本的改正鐵道敷設法附表第145號規定的計畫線的一部分，原計畫是與興濱南線連接，成為興部至濱頓別之間的鄂霍次克海縱貫鐵路（興濱線），以開發沿岸地區，但建設進展並不順利。直到1929年，當時的枝幸村村長等人至東京陳情，才出現動工的可能。
1933年開始動工，1936年7月10日濱頓別站到北見枝幸站區間通車，對於沿線漁場和森林的開發助益甚大。但在太平洋戰爭末期，於1944年11月1日被指定為不要不急線而停駛，計畫拆除軌道用於戰爭（預備要送到庫頁島使用，但還沒運走，戰爭就結束了）。戰爭結束後，1945年9月，枝幸村向政府請求修復鐵路，立即獲得許可並從北海道各地招募工人，於1945年12月5日恢復營運。
1956年7月1日開始行駛小型柴油客車，於1966年4月8日改使用一般型柴聯車。
興濱北線與興濱南線之間的未完工路段於1956年2月列為測量線，1957年4月成為施工線，1958年7月雄武至北見音標之間工程獲得批准，1960年4月決定將雄武與北見枝幸之間的全部路段列為建設線。1966年5月，雄武至北見音標之間動工。、1974年5月北見音標至北見枝幸區間工程獲得批准，計劃全線將於 1980 年通車。不過沿線的開發計劃失敗影響了本路線的興建。
由於人口減少和私家汽車普及，每年運送的人數從 1970 年的 203,000 人減少到 1981 年的 84,000 人。1983年度的營業係數為2,542，赤字為4.78億日圓。最後本線與預定連接的興濱南線被指定為第一次特定地方交通線。本線於1985年7月1日停駛，比興濱南線早了兩周。。已部分完工的未通車路段的路基也被廢棄。
此外，與興濱北線、興濱南線連接的天北線和名寄本線也被指定為第二次特定地方交通線，國鐵分割民營化後，JR北海道於 1989 年 5 月 1 日停駛兩線。
曾經計畫從宗谷本線美深站興建美幸線至北見枝幸站，美幸線也已通車至仁宇布站，且仁宇布站之後的路段也已進行了路基、橋樑、隧道、雪棚等建設，但其營運狀況極差，成為「日本第一赤字線」。結果美幸線並未能全線通車至北見枝幸站，而被指定為第一次特定地方交通線，於1985年9月17日停駛。
在廢止協商過程中，還出現了「鄂霍次克縱貫鐵路計畫」，也就是完成北見枝幸至雄武路段，連接天北線、名寄本線、湧網線和釧網本線。不過估計通車後每年會有數億日圓的赤字，最後還是放棄了。
- 1936年（昭和11年）7月10日：興濱北線濱頓別－北見枝幸區間開業[5]。新設豐牛、斜內、目梨泊、問牧、北見枝幸等站。[6]
- 1944年（昭和19年）11月1日：全線停駛。[7]
- 1945年（昭和20年）12月5日：全線復駛[5]。
- 1956年（昭和31年）2月26日：新設頓別、豐濱、山臼等三個臨時乘降場[6]。
- 1975年（昭和50年）5月：停止使用蒸汽機車[8]。
- 1981年（昭和56年）9月18日：列入第一次特定地方交通線。
- 1984年（昭和59年）2月1日：全線停止貨物運輸。
- 1985年（昭和60年）7月1日：全線廢止[5][9]，改由宗古巴士負責沿線運輸。[10][9]